# Pardosa strandembriki
Pardosa strandembriki este o specie de păianjeni din genul Pardosa, familia Lycosidae, descrisă de Caporiacco, 1949.
Este endemică în Etiopia. Conform Catalogue of Life specia Pardosa strandembriki nu are subspecii cunoscute.